# 佐藤駿 (フィギュアスケート選手)
佐藤 駿（さとう しゅん、英語: Shun Sato、2004年2月6日 - ）は、日本のフィギュアスケート選手（男子シングル）。主な戦績は、2024年グランプリファイナル3位、2024年四大陸選手権2位、2023年四大陸選手権3位、2019年ジュニアグランプリファイナル優勝など。

## 人物
宮城県仙台市生まれ。血液型はO型。一人っ子。仙台市立高森小学校、埼玉栄中学校から埼玉栄高校を経て、明治大学政治経済学部へ進学。
試合前はゲン担ぎでヒレカツ、試合後は必ず寿司を食べる。寿司はマグロが好きで特にネギトロが好物。
5歳の時、スケートリンクに遊びに連れて行ってもらったことがきっかけで、仙台市のアイスリンク仙台でスケートを始める。
2011年には東日本大震災の影響により関東地区への転校を余儀無くされ、5か月間は川越スケートセンター（埼玉県川越市/2016年3月閉鎖）に練習拠点を移した。その後、仙台市に戻り、全日本ノービス選手権にて4連覇を達成する。仙台市立高森中学校へ進学をするが、中学3年生になる春、父親の転勤により埼玉県へ転居。埼玉栄中学校へ転校する。
憧れの選手として、同じ仙台出身の羽生結弦を挙げており、幼稚園時代に羽生よりプレゼントをされたペンダントを試合で着用していると明かしている。2023年現在では紛失しないよう着用はせず試合の時はティッシュケースの裏にいれたりしているとのこと。
パンダが好きな動物であると明かしており、ノービス時代よりリンクでもパンダのティッシュケースを使っている。

## 経歴

### ノービス時代

#### 2014-15シーズン
全日本ノービス選手権Bクラスにて優勝、2連覇を達成する。初の国際試合となったガルデナスプリング杯（アドバンスドノービスクラス）では、ショートプログラム2位、フリースケーティングで2位となり、総合で2位に入る。

#### 2015-16シーズン
全日本ノービス選手権Aクラスにて優勝、3連覇を達成する。推薦により初出場となった全日本ジュニア選手権では、ショートプログラム13位、フリースケーティングで15位となり、総合で15位に入る。2015年NHK杯のエキシビションに開催国の招待選手として参加した。

#### 2016-17シーズン
2016年アジアフィギュア杯に出場し、アドバンスドノービスクラスで優勝。全日本ノービス選手権Aクラスで3回転アクセルに挑戦、成功とはならなかったものの1位となり、4連覇を達成。推薦出場した全日本ジュニア選手権では、ショートプログラム7位、フリースケーティング16位、総合では昨年と同じ15位となる。シーズン終盤に出場したババリアンオープンでは、総合で3位となり、表彰台に上った。2016年NHK杯のエキシビションに開催国の招待選手として2年連続で参加したほか、2017年世界国別対抗戦においても開催国の招待選手としてエキシビションに参加した。

### ジュニア時代

#### 2017-18シーズン
ジュニア1年目の全日本ジュニア選手権では、ショートプログラムで得点を伸ばせず11位スタートとなる。フリースケーティングでは、3回転アクセルからのコンビネーションジャンプを成功、最後のジャンプにリカバリーで3回転アクセルを入れて成功させるなど追い上げを見せ6位、総合でも6位入賞となり、年末の全日本選手権へ初の推薦出場を決めた。
ジュニア1年目での出場となった全日本選手権では、ショートプログラムで3回転アクセルが2回転アクセルとなるものの、20位となり、初出場ながらフリースケーティングに進出する。フリースケーティングでは、2度の3回転アクセルを着氷させ16位となり、総合でも16位と健闘、新人賞を受賞した。シーズン終盤に出場したババリアンオープンでは、総合で2位となり、表彰台に上った。

#### 2018-19シーズン
日本スケート連盟の強化指定選手に初めて選ばれる。 
2018年春に父親の転勤のため埼玉県へ転居し、埼玉アイスアリーナ（埼玉県上尾市）に練習拠点を移す。同時に、5歳から師事した浪岡秀から、2011年東日本大震災時に川越スケートセンターで一時師事した日下匡力・浅野敬子にコーチを変更する。 
全日本ジュニア選手権予選である9月の関東選手権において、2週間前に練習で成功させたばかりの4回転トウループを初成功させる（採点表）。これが試合での4回転初成功となった。 
全日本ジュニア選手権では、ショートプログラムで3回転ルッツ-3回転トウループのコンビネーションジャンプで最初のジャンプをオーバーターン（リンク先「オーバーローテーション」参照）するミスが出て6位となる。フリースケーティングでは4回転トウループを2本組み込む難度の高い構成を実施し、冒頭の4回転トウループ-2回転トウループでは若干着氷が乱れたものの、単独の4回転トウループは加点2点以上の出来栄えで成功、3回転アクセル-3回転トウループのコンビネーションジャンプ、単独の3回転アクセルを成功させるなど圧巻の巻き返しを見せ、フリースケーティング1位となる156.29点を獲得。総合でも222.30点を獲得して1位の壷井達也と0.49点差の2位となり、初の表彰台となった。
推薦出場した全日本選手権では、ショートプログラムにて、規定によりジュニアの大会では組み込めない4回転トウループを冒頭で実施し、加点2点以上で成功させるが、他のジャンプにミスが生じ得点を伸ばせず、64.89点で16位となる。フリースケーティングでは、冒頭の4回転トウループで転倒したものの、他のジャンプを成功させ、9位となる140.06点を獲得。総合204.95点を獲得し12位となり、ショートプログラムから順位を上げた。
2月の全国中学校スケート大会で初優勝。シーズン終盤には、国際大会のチャレンジカップに派遣され、総合199.84点を獲得し優勝した。地元埼玉で開催された2019年世界選手権のエキシビションに開催国の招待選手として参加した。

#### 2019-20シーズン
初参戦となるジュニアグランプリシリーズ1戦目は、シリーズ第2戦のジュニアグランプリレークプラシッド大会に出場。ショートプログラムでは、すべてのジャンプを成功させて79.19点を獲得、首位に立つ。フリースケーティングでは、他のジャンプに乱れはあったものの、単独の4回転トウループや3回転アクセル-2回転トウループを成功させ、フリー1位となる137.93点を獲得。総合では217.12点を獲得し、ジュニアグランプリシリーズ初出場で初優勝となった。
ジュニアグランプリシリーズ2戦目は、第6戦クロアチア杯に出場。ショートプログラム4位、フリースケーティング4位、総合で219.69点を獲得して3位となり、2戦連続で表彰台に上った。
レークプラシッド大会優勝・クロアチア杯3位となった佐藤は、上位6人が進出するジュニアグランプリファイナルへのポイントにおいて26ポイント同点6位でロシアのアルトゥール・ダニエリヤンと並んだが、2位・2位のダニエリヤンに対し佐藤は1位・3位であったため最高順位で1位の結果を持つ佐藤が優先となり、鍵山優真とともにジュニアグランプリファイナルへの進出が確定した。
10月の東日本選手権では、フリースケーティングでミスが相次ぎ、鍵山優真・三浦佳生に次いで総合3位となる。この大会まで4回転はトウループとサルコウで実施していた。
日本人2人目となる4回転ルッツ成功
11月、地元埼玉アイスアリーナで開催された第11回AUTUMN KOBATONフィギュアスケート競技会において、羽生結弦に次ぎ日本人2人目となる4回転ルッツを成功させる。エッジジャンプ（サルコウ）に比べてトウジャンプ（ルッツ）のほうが得意なことから、4回転サルコウを外して4回転ルッツを投入し、4回転3本の構成を成功させた。県大会ながらフリースケーティング163.50点という高得点をマークする（採点表）。
優勝候補と目され、初優勝を狙った全日本ジュニア選手権では、ショートプログラムですべてのジャンプを着氷させて3位スタートとなる。しかし、優勝を狙ったフリースケーティングでは、演技冒頭に4回転ルッツに挑むも、緊張から空中で解けてしまうミスとなる。演技後半は持ち直し、フリースケーティング2位となる139.01点を獲得、総合では213.20点を獲得したが、1位の鍵山優真とは37.81点差の2位となり、得点発表のキス・アンド・クライでは大粒の涙を流した。
ジュニアグランプリファイナル優勝

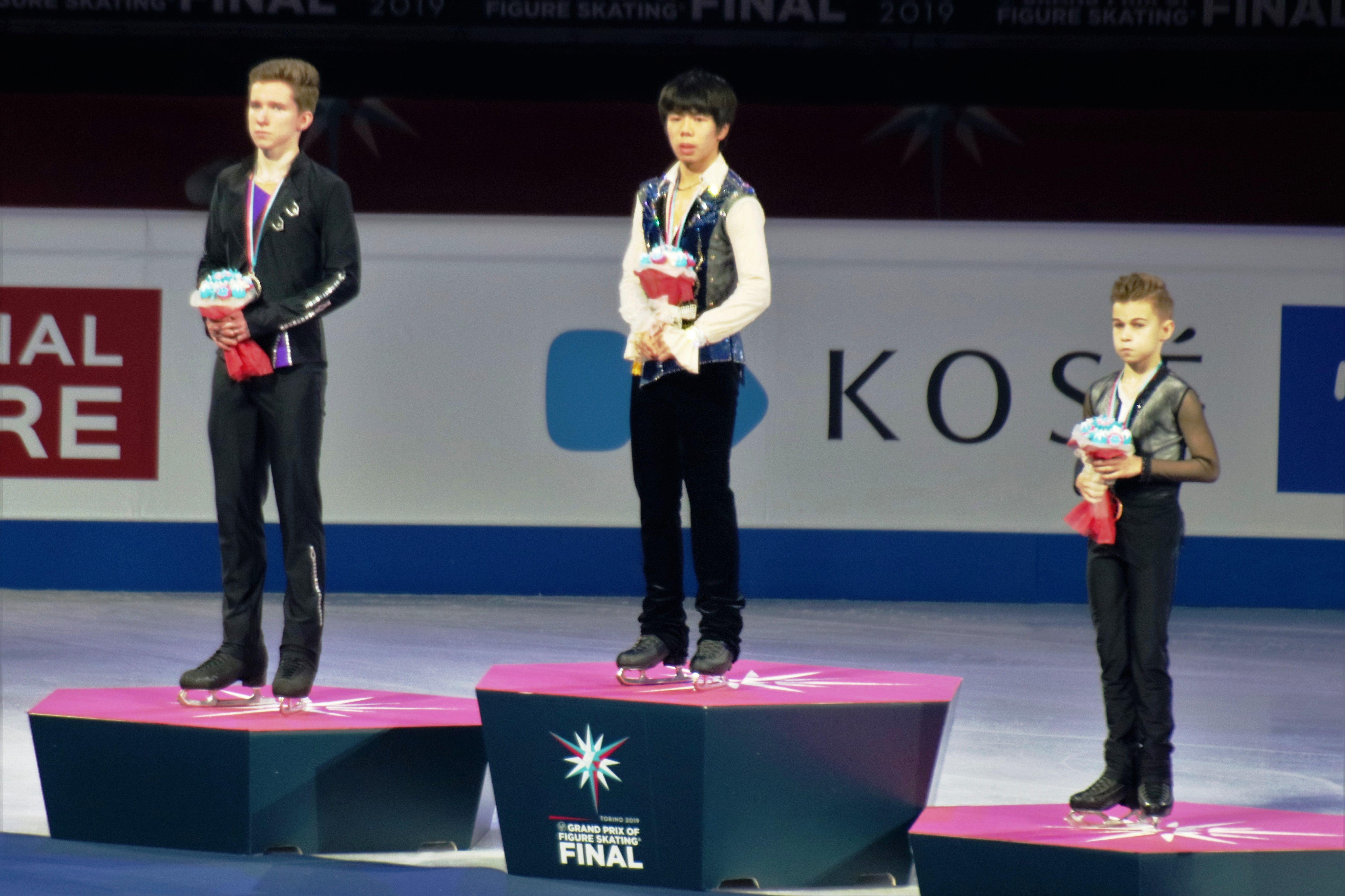
2019年ジュニアグランプリファイナル表彰式

全日本ジュニア選手権から3週間後、初出場となったジュニアグランプリファイナルでは、ショートプログラムにてすべてのジャンプを成功させ、77.25点を獲得し3位につける。フリースケーティングでは、演技冒頭の4回転ルッツを加点2.96点を引き出す出来栄えで成功、2回の4回転トウループ、2回の3回転アクセルも高い出来栄えで成功させると、演技後半の3連続ジャンプも成功させる完璧な演技を披露し、ジュニア世界歴代最高記録（当時）となる177.86点を獲得。総合スコアでもジュニア世界歴代最高記録（当時）となる255.11点を獲得して1位となり、2014年の宇野昌磨以来5年ぶり、日本男子4人目のジュニアグランプリファイナルチャンピオンとなった。
鍵山が全日本ジュニア選手権優勝により2枠のうち1枠を代表内定し、残り1枠となった世界ジュニア選手権の出場権をかけた推薦出場の全日本選手権では、ショートプログラムにて、ジャンプの基礎点が1.1倍となる演技後半に4回転トウループを成功させ、国際スケート連盟非公認ながら自己ベストを上回る82.68点を獲得。自身初のショートプログラム80点超えで3位となり、憧れの羽生結弦と同じフリースケーティング最終組での滑走を決めた。予定していた3回転ループではなく4回転を投入する判断は、「普通にやっても成長しない。シニアに行くなら4回転が必要」という佐藤の志願によるものだった。フリースケーティングでは、冒頭の4回転ルッツで転倒するも、続くジャンプを決めて演技をまとめ、フリー6位となる163.82点を獲得。総合スコア246.50点を獲得し、5位と健闘した。
全日本選手権の成績により、鍵山優真と共にエストニア・タリンで開催される世界ジュニア選手権の代表に決定した。
1月の全国高等学校スケート競技選手権大会で1年生ながら初優勝。上位者エキシビションでは、試合では投入したことのない3回転ルッツ-1回転オイラー-3回転フリップという珍しいコンビネーションジャンプを披露した。自身初めての国際大会シニアクラスとして派遣されたババリアンオープンでは、全日本選手権同様ショートプログラム後半で4回転トウループを投入。総合242.31点を獲得して優勝した。
初出場となった世界ジュニア選手権では、ショートプログラムにてすべてのジャンプを成功させ、79.30点を獲得し5位となり、上位6人で滑るフリースケーティング最終組へ入った。しかしフリースケーティングにおいて、大技4回転ルッツが2回転（および軽微なエッジエラー判定）になるなど、前半にミスが相次ぐ形となる。後半の重要なコンビネーションジャンプである3回転アクセル-3回転トウループからは持ち直し、フリースケーティングでは142.32点となり、総合221.62点で6位入賞となった。佐藤は今後の課題として、フリースケーティング1番滑走での6分間練習（リンク先「全体練習」参照）への対応や試合運びの改善について語ったが、「後輩のために確実にそれだけは絶対とりたい」と話した日本の同大会男子シングル次季出場枠は、出場した佐藤と鍵山優真（2位）の順位合計が「13」以内となり、2枠から3枠へ増え、国別の最大枠を確保した。

### シニア時代

#### 2020-21シーズン
2020年9月、無良崇人をアドバイザーとし、ジャンプなどの指導を受ける。
2020年10月1日、フジ・コーポレーションと所属契約をした。
10月の関東選手権、準優勝でシニアデビュー。

#### 2021-22シーズン
スケートアメリカ、全日本選手権で左肩を痛め、けがに苦しむシーズンとなった。2022年2月、左肩を手術。世界ジュニア選手権は欠場となった。

#### 2022-23シーズン
左肩の故障から復帰となったシーズン。グランプリシリーズは、MKジョン・ウィルソン杯、エスポーグランプリの2戦にアサイン。MKジョン・ウィルソン杯ではショートプログラム4位からフリースケーティング3位で合計3位に上げ、表彰台に立った。つづくエスポーグランプリではショートプログラム3位からフリースケーティングは自己ベストを更新する好成績で2位、合計2位で表彰台に立つとともに、ファイナル進出を勝ち取った。グランプリファイナルではショートプログラム6位と出遅れるも、フリースケーティングで4位、合計4位で表彰台にあと一歩まで迫る。全日本選手権では惜しくも4位となり表彰台を逃す。四大陸選手権ではショートプログラム6位から巻き返しフリースケーティング3位、合計3位となり、優勝した三浦佳生と共に逆転の表彰台に登った。シーズン最終戦となる予定だったチャレンジカップでは衣装に加え、ショートプログラム直前の6分間練習で靴紐が切れホックも壊れるというトラブルを乗り越え、急遽同大会ジュニア1位の佐々木晴也の衣装を借り出場し、本シーズン苦戦していたショートプログラムをノーミスで滑りきり非公認ながら95.08の高得点を記録し1位、フリースケーティング、合計でも1位となり優勝した。宇野昌磨の欠場により急遽出場した国別対抗戦では調整不足で苦戦するも、フリースケーティングで意地の4回転ルッツ、後半4回転トウループを跳び日本チームとして3位となり表彰台にのぼった。

#### 2023-24シーズン
2023年5月にカナダに渡り、アイスダンスで北京五輪金メダルを獲得したギヨーム・シゼロンにフリースケーティングの振付を依頼。シゼロンとともにスケーティングや表現力の強化を図った。9月、エームサービス株式会社と所属契約を締結した。グランプリシリーズ1戦目のスケートアメリカでは、ショートプログラムでスピン・ステップ全てレベル4を獲得、91.61点の自己ベストを更新し3位発進。フリースケーティングでは4回転ルッツなどジャンプでのミスもあり4位、総合では3位となった。2戦目のエスポーグランプリでは、ショートプログラムで三浦佳生に次ぐ2位につけると、フリースケーティングでは自己ベストの182.93点をマークし1位、総合で三浦に約1点差の僅差で2位となった。2年連続のグランプリファイナル進出はならなかった。
全日本選手権では、ショートプログラムで全てのジャンプを着氷させたものの、4回転フリップの踏切エラーやスピンのレベルの取りこぼしが響き5位発進。フリースケーティングでは4回転ルッツを含む全てのジャンプを着氷させ183.24点をマーク、総合5位で四大陸選手権の代表に選出された。2月の四大陸選手権ではショートプログラムで新たに取り入れた4回転ルッツを成功させ、自己ベストを大幅に更新する99.20点で2位発進。フリースケーティングでも4回転ルッツを成功させ、合計274.59点で銀メダルを獲得した。

## 技術・演技
ルッツ・トウループ・サルコウ の3種類の4回転ジャンプを試合で成功させており、練習では4回転ループも成功させている。4回転フリップは踏切エラーがつかないクリーンな成功例はないが、試合で複数回のチャレンジを行っている。なお、実戦での4回転初成功はトウループだったが、当初しばらく試合に組み込んでいたのはサルコウだった。ジャンプが得意な選手であり、中学生の頃から4回転ジャンプをプログラム構成に組み込んでいる。「4回転ジャンプの精度や確率は誰にも負けたくない」と語っている。佐藤を指導する日下匡力コーチは「（ジャンプの）回転ピッチがとにかく速い」と語っている。
将来シニアで戦っていくにあたり、ジャンプ以外のスピン等の上達と、体力づくりを課題としてあげている。
2019年ジュニアグランプリファイナルで獲得したフリースケーティングと総合スコアは、2022年世界ジュニア選手権でイリア・マリニンに更新されるまで、ジュニア歴代世界最高記録であった。

## 記録
- 男子シングルジュニアクラスフリースケーティング世界最高得点（177.86） - 2019年ジュニアグランプリファイナル　※当時
- 男子シングルジュニアクラス総合スコア世界最高得点（255.11） - 2019年ジュニアグランプリファイナル　※当時

## 競技成績

### ISUパーソナルベストスコア
- SP - ショートプログラム、FS - フリースケーティング
- TSS - 部門内合計得点（英: Total segment score）は太字
- TES - 技術要素点（英: Technical element score）、PCS - 演技構成点（英: Program component score）

| 部門 | 種類 | 得点   | 大会                       |
| ---- | ---- | ------ | -------------------------- |
| 総合 | TSS  | 285.88 | 2024年ロンバルディア杯     |
| SP   | TSS  | 99.20  | 2024年四大陸選手権         |
| SP   | TES  | 57.45  | 2024年四大陸選手権         |
| SP   | PCS  | 43.26  | 2024年ロンバルディア杯     |
| FS   | TSS  | 187.49 | 2024年ロンバルディア杯     |
| FS   | TES  | 102.89 | 2024年グランプリファイナル |
| FS   | PCS  | 86.58  | 2024年ロンバルディア杯     |

### 戦績表
- GP - ISUグランプリシリーズ
- CS - ISUチャレンジャーシリーズ
- 括弧内の順位は団体戦における個人順位

| 大会名                       | 2020–21 | 2021–22 | 2022–23    | 2023–24 | 2024–25   | 2025–26 |
| ---------------------------- | ------- | ------- | ---------- | ------- | --------- | ------- |
| 世界選手権                   |         |         |            |         | 6位       |         |
| 四大陸選手権                 |         |         | 3位        | 2位     |           |         |
| GP ファイナル                |         |         | 4位        |         | 3位       |         |
| GP 中国杯                    |         |         |            |         | 1位       | TBD     |
| GP NHK杯                     | 5位     |         |            |         |           | TBD     |
| GP エスポーグランプリ        |         |         | 2位        | 2位     |           |         |
| GP イギリス                  |         |         | 3位        |         |           |         |
| GP フランス杯                |         | 2位     |            |         |           |         |
| GP スケートカナダ            |         |         |            |         | 2位       |         |
| GP スケートアメリカ          |         | 4位     |            | 3位     |           |         |
| CS ロンバルディア杯          |         |         |            |         | 3位       |         |
| CS フィンランディア杯        |         |         |            | 2位     |           |         |
| アジア冬季競技大会           |         |         |            |         | 5位       |         |
| 冬季ユニバーシティーゲームズ |         |         | 5位        |         | 5位       |         |
| チャレンジカップ             |         |         | 1位        |         |           |         |
| アジアフィギュア杯           |         | 2位     |            |         |           |         |
| 世界国別対抗戦               |         |         | 3位 (10位) |         | 2位 (4位) |         |
| 全日本選手権                 | 5位     | 7位     | 4位        | 5位     | 7位       |         |

- JGP - ISUジュニアグランプリシリーズ
- S - シニアクラス、無印 - ジュニアクラス
- N - ノービスクラス、A - ノービスAクラス、B - ノービスBクラス

| 大会名               | 2013–14 | 2014–15 | 2015–16 | 2016–17 | 2017–18 | 2018–19 | 2019–20 |
| -------------------- | ------- | ------- | ------- | ------- | ------- | ------- | ------- |
| 世界ジュニア選手権   |         |         |         |         |         |         | 6位     |
| JGP ファイナル       |         |         |         |         |         |         | 1位     |
| JGP クロアチア杯     |         |         |         |         |         |         | 3位     |
| JGP レークプラシッド |         |         |         |         |         |         | 1位     |
| アジアフィギュア杯   |         |         |         | 1位     |         |         |         |
| チャレンジカップ     |         |         |         |         |         | 1位     |         |
| ババリアンオープン   |         |         |         | 3位 N   | 2位     |         | 1位 S   |
| ガルデナスプリング杯 |         | 2位 N   |         |         |         |         |         |
| 全日本選手権         |         |         |         |         | 16位 S  | 12位 S  | 5位 S   |
| 全日本ジュニア選手権 |         |         | 15位    | 15位    | 6位     | 2位     | 2位     |
| 全日本ノービス選手権 | 1位 B   | 1位 B   | 1位 A   | 1位 A   |         |         |         |

### 詳細
パーソナルベストは太字で表示
| 2024-2025 シーズン    |                                                               |         |          |                 |
| 開催日                | 大会名                                                        | SP      | FS       | 結果            |
| 2025年4月17日 - 20日  | 2025年世界フィギュアスケート国別対抗戦（東京）                | 5 93.68 | 4 169.62 | 2 団体 (263.30) |
| 2025年3月25日 - 30日  | 2025年世界フィギュアスケート選手権（ボストン）                | 5 91.26 | 6 179.30 | 6 270.56        |
| 2025年2月7日 - 14日   | 2025年アジア冬季競技大会（ハルビン）                          | 5 70.02 | 4 162.08 | 5 232.10        |
| 2025年1月13日 - 23日  | FISU 冬季ワールドユニバーシティゲームズ（トリノ）             | 2 96.30 | 6 152.20 | 5 248.50        |
| 2024年12月19日 - 22日 | 第93回全日本フィギュアスケート選手権（門真）                  | 6 81.90 | 7 148.90 | 7 230.80        |
| 2024年12月5日 - 8日   | 2024/2025 ISUグランプリファイナル（グルノーブル）             | 4 86.28 | 3 184.54 | 3 270.82        |
| 2024年11月22日 - 24日 | ISUグランプリシリーズ 中国杯（重慶）                          | 1 98.75 | 2 179.73 | 1 278.48        |
| 2024年10月25日 - 27日 | ISUグランプリシリーズ スケートカナダ（ハリファックス）        | 2 96.52 | 4 164.64 | 2 261.16        |
| 2024年9月13日 - 15日  | ISUチャレンジャーシリーズロンバルディアトロフィー（ベルガモ） | 3 98.39 | 3 187.49 | 3 285.88        |

| 2023-2024 シーズン     |                                                          |         |          |          |
| 開催日                 | 大会名                                                   | SP      | FS       | 結果     |
| 2024年1月30日 - 2月4日 | 2024年四大陸フィギュアスケート選手権（上海）             | 2 99.20 | 3 175.39 | 2 274.59 |
| 2023年12月20日 - 24日  | 第92回全日本フィギュアスケート選手権（長野）             | 5 89.80 | 6 183.24 | 5 273.04 |
| 2023年11月17日 - 19日  | ISUグランプリシリーズ エスポーグランプリ（エスポー）     | 2 90.41 | 1 182.93 | 2 273.34 |
| 2023年10月20日 - 22日  | ISUグランプリシリーズ スケートアメリカ（アレン）         | 3 91.61 | 4 155.89 | 3 247.50 |
| 2023年10月6日 - 8日    | ISUチャレンジャーシリーズ フィンランディア杯（エスポー） | 2 87.47 | 2 173.76 | 2 261.23 |

| 2022-2023 シーズン    |                                                                |          |          |                 |
| 開催日                | 大会名                                                         | SP       | FS       | 結果            |
| 2023年4月13日 - 16日  | 2023年世界フィギュアスケート国別対抗戦（東京）                 | 11 76.45 | 8 164.86 | 3 団体 (241.31) |
| 2023年2月23日 - 26日  | チャレンジカップ 2023（ティルブルフ）                          | 1 95.08  | 1 167.12 | 1 262.20        |
| 2023年2月7日 - 12日   | 2023年四大陸フィギュアスケート選手権（コロラドスプリングス）   | 6 80.81  | 3 178.33 | 3 259.14        |
| 2023年01月12日 - 22日 | FISU冬季ワールドユニバーシティーゲームズ（レークプラシッド）   | 3 84.43  | 5 146.30 | 5 230.73        |
| 2022年12月21日 - 25日 | 第91回全日本フィギュアスケート選手権（門真）                   | 5 81.78  | 3 167.86 | 4 249.64        |
| 2022年12月8日 - 11日  | 2022/2023 ISUグランプリファイナル（トリノ）                    | 6 76.62  | 4 173.54 | 4 250.16        |
| 2022年11月25日 - 27日 | ISUグランプリシリーズ エスポーグランプリ（エスポー）           | 3 81.59  | 2 180.62 | 2 262.21        |
| 2022年11月11日 - 13日 | ISUグランプリシリーズ MKジョン・ウィルソン杯（シェフィールド） | 4 82.68  | 3 166.35 | 3 249.03        |

| 2021-2022 シーズン    |                                                      |         |          |          |
| 開催日                | 大会名                                               | SP      | FS       | 結果     |
| 2022年4月13日 - 17日  | 2022年世界ジュニアフィギュアスケート選手権（タリン） |         |          | WD       |
| 2021年12月22日 - 26日 | 第90回全日本フィギュアスケート選手権（さいたま）     | 8 87.27 | 6 164.86 | 7 252.13 |
| 2021年11月19日 - 21日 | ISUグランプリシリーズ フランス国際（グルノーブル）   | 4 87.82 | 3 177.17 | 2 264.99 |
| 2021年10月22日 - 24日 | ISUグランプリシリーズ スケートアメリカ（ラスベガス） | 5 80.52 | 4 166.53 | 4 247.05 |
| 2021年10月13日 - 17日 | 2021年アジアフィギュア杯（北京）                     | 2 90.77 | 2 165.39 | 2 256.16 |

| 2020-2021 シーズン    |                                                   |         |          |          |
| 開催日                | 大会名                                            | SP      | FS       | 結果     |
| 2020年12月24日 - 27日 | 第89回全日本フィギュアスケート選手権（長野）      | 5 83.31 | 6 153.21 | 5 236.52 |
| 2020年11月27日 - 29日 | 2020年NHK杯国際フィギュアスケート競技大会（門真） | 7 72.04 | 4 142.71 | 5 214.75 |

| 2019-2020 シーズン    |                                                            |         |          |          |
| 開催日                | 大会名                                                     | SP      | FS       | 結果     |
| 2020年3月2日 - 8日    | 2020年世界ジュニアフィギュアスケート選手権（タリン）       | 5 79.30 | 6 142.32 | 6 221.62 |
| 2020年2月3日 - 9日    | 2020年ババリアンオープン（オーベルストドルフ）             | 1 82.18 | 1 160.13 | 1 242.31 |
| 2019年12月19日 - 22日 | 第88回全日本フィギュアスケート選手権（東京）               | 3 82.68 | 6 163.82 | 5 246.50 |
| 2019年12月5日 - 8日   | 2019/2020 ISUジュニアグランプリファイナル（トリノ）        | 3 77.25 | 1 177.86 | 1 255.11 |
| 2019年11月15日 - 17日 | 第88回全日本フィギュアスケートジュニア選手権（横浜）       | 3 74.19 | 2 139.01 | 2 213.20 |
| 2019年9月25日 - 28日  | ISUジュニアグランプリ クロアチア杯（ザグレブ）             | 4 78.41 | 4 141.28 | 3 219.69 |
| 2019年8月28日 - 31日  | ISUジュニアグランプリ レークプラシッド（レークプラシッド） | 1 79.19 | 1 137.93 | 1 217.12 |

| 2018-2019 シーズン    |                                                      |          |          |           |
| 開催日                | 大会名                                               | SP       | FS       | 結果      |
| 2019年2月21日 - 24日  | 2019年チャレンジカップジュニアクラス （ハーグ ）     | 1 71.17  | 1 128.67 | 1 199.84  |
| 2018年12月20日 - 24日 | 第87回全日本フィギュアスケート選手権（門真）         | 16 64.89 | 9 140.06 | 12 204.95 |
| 2018年11月23日 - 25日 | 第87回全日本フィギュアスケートジュニア選手権（福岡） | 6 66.01  | 1 156.29 | 2 222.30  |

| 2017-2018 シーズン    |                                                               |          |           |           |
| 開催日                | 大会名                                                        | SP       | FS        | 結果      |
| 2018年1月26日 - 31日  | 2018年ババリアンオープンジュニアクラス（オーベルストドルフ ） | 1 63.71  | 3 119.63  | 2 183.34  |
| 2017年12月21日 - 24日 | 第86回全日本フィギュアスケート選手権（調布）                  | 20 57.77 | 16 127.75 | 16 185.52 |
| 2017年11月24日 - 26日 | 第86回全日本フィギュアスケートジュニア選手権（前橋）          | 11 59.64 | 6 120.56  | 6 180.20  |

| 2016-2017 シーズン    |                                                              |         |           |           |
| 開催日                | 大会名                                                       | SP      | FS        | 結果      |
| 2016年11月18日 - 20日 | 第85回全日本フィギュアスケートジュニア選手権（札幌）         | 7 55.89 | 16 101.14 | 15 157.03 |
| 2016年10月21日 - 23日 | 第20回全日本フィギュアスケートノービス選手権 Aクラス（尼崎） |         | 1 103.21  | 1 103.21  |

| 2015-2016 シーズン    |                                                                |          |          |           |
| 開催日                | 大会名                                                         | SP       | FS       | 結果      |
| 2015年11月21日 - 23日 | 第84回全日本フィギュアスケートジュニア選手権（ひたちなか）     | 13 50.11 | 15 93.35 | 15 143.46 |
| 2015年10月23日 - 25日 | 第19回全日本フィギュアスケートノービス選手権 Aクラス（西東京） |          | 1 96.95  | 1 96.95   |

| 2014-2015 シーズン    |                                                              |    |         |         |
| 開催日                | 大会名                                                       | SP | FS      | 結果    |
| 2014年10月24日 - 26日 | 第18回全日本フィギュアスケートノービス選手権 Bクラス（高槻） |    | 1 82.90 | 1 82.90 |

| 2013-2014 シーズン    |                                                                    |    |         |         |
| 開催日                | 大会名                                                             | SP | FS      | 結果    |
| 2013年10月25日 - 27日 | 第17回全日本フィギュアスケートノービス選手権 Bクラス（ひたちなか） |    | 1 73.13 | 1 73.13 |

## プログラム使用曲
| シーズン  | SP | FS | EX                                                                                          |
| --------- | --- | --- | ------------------------------------------------------------------------------------------- |
| 2024-2025 | 映画「ラヴェンダーの咲く庭で」より バイオリンと管弦楽のためのファンタジー 作曲：ナイジェル・ヘス 振付：ギヨーム・シゼロン                                                   | Nostos 作曲：Jean-Michel Blais 振付：ギヨーム・シゼロン                                                            | Rise 作曲：Safri Duo 振付：鈴木明子                                                         |
| 2023-2024 | Libertango 作曲：アストル・ピアソラ 振付：宮本賢二 | 四季 作曲：アントニオ・ヴィヴァルディ 振付：ギヨーム・シゼロン                                                     | シークレット 曲：ワンリパブリック                                                           |
| 2022-2023 | Carol of the Bells 編曲：マイコラ・レオントーヴィッチュ 演奏：リンジー・スターリング 振付：佐藤有香                                                                         | レッド・バイオリン 曲：ジョン・コリリアーノ 振付：宮本賢二                                                         | Flower Dance 曲：DJ OKAWARI                                                                 |
| 2021-2022 | 四季より『夏』 作曲：アントニオ・ヴィヴァルディ 振付：佐藤有香 | ミュージカル『オペラ座の怪人』より 作曲：アンドルー・ロイド・ウェバー 振付：宮本賢二                               | 映画『ロシュフォールの恋人たち』より キャラバンの到着 作曲：ミシェル・ルグラン 振付：佐藤操 |
| 2020-2021 | 映画『パイレーツ・オブ・カリビアン』より Pirates of the Caribbean To the Pirate's Cave Skull and Crossbones 作曲：クラウス・バデルト、ハンス・ジマー 振付：ブノワ・リショー | 『Battle of the Kings』 House of the Cards Danuvius Guardian at the Gate 作曲：Audiomachine 振付：ブノワ・リショー | Headlight 曲：MONKEY MAJIK 振付：浅野敬子                                                   |
| 2019-2020 | 映画『ロシュフォールの恋人たち』より キャラバンの到着 作曲：ミシェル・ルグラン 振付：佐藤操                                                                                 | 映画『ロミオとジュリエット』より 作曲：ニーノ・ロータ 振付：川越正大                                               | 映画『戦場のメリークリスマス』より 作曲：坂本龍一 振付：川越正大                            |
| 2018-2019 | 映画『戦場のメリークリスマス』より 作曲：坂本龍一 振付：川越正大 | マラゲーニャ 作曲：エルネスト・レクオーナ 振付：佐藤操                                                             | Flower Dance 作曲：DJ OKAWARI                                                               |
| 2017-2018 | ニューヨーク・ニューヨーク 作曲：ジョン・カンダー 振付：岩本英嗣 | ピアノ協奏曲 イ短調 作曲：エドヴァルド・グリーグ 振付：岩本英嗣                                                    |                                                                                             |
| 2016-2017 | ピアノ協奏曲 イ短調 作曲：エドヴァルド・グリーグ 振付：岩本英嗣 | クラシックメドレー:BBB(ビー) 演奏：D.F.O 振付：岩本英嗣                                                            |                                                                                             |
| 2015-2016 | ピアノ協奏曲 イ短調 作曲：エドヴァルド・グリーグ 振付：岩本英嗣 | 剣闘士の入場 作曲： ユリウス・フチーク 回転木馬のワルツ 作曲：リチャード・ロジャース 振付：岩本英嗣                |                                                                                             |
| 2014-2015 | | 剣闘士の入場 作曲： ユリウス・フチーク 回転木馬のワルツ 作曲：リチャード・ロジャース 振付：岩本英嗣                |                                                                                             |
| 2013-2014 | | 1812年（序曲） 作曲：ピョートル・チャイコフスキー                                                                  |                                                                                             |

## 受賞歴
- ビッグスポーツ賞・テレビ朝日スポーツ放送奨励賞（2019年）

## スポンサーシップ・アンバサダー・アドバイザリー・サポート契約
- フジ・コーポレーション (2020年)
- エームサービス (2020年 - )